# Spiranthes lucida
Spiranthes lucida é uma espécie de orquídea pertencente ao gênero Spiranthes, nativa dos Estados Unidos, distribuindo-se do centro ao oeste do país até o Canadá .

## Nome comum
Em castelhano é chamada de Trenzas de damas luminosa.

## Sinonímia
- Neottia lucida H.H. Eaton (1832) (Basionymum).
- Neottia plantaginea Raf. (1818).
- Spiranthes plantaginea (Raf.) Raf. (1833).
- Spiranthes latifolia Torr. ex Lindl. (1840).
- Spiranthes aestivalis Oakes (1842).
- Neottia aestivalis Oakes ex A. Gray (1867).
- Gyrostachys plantaginea (Raf.) Britton (1896).
- Ibidium plantagineum House (1905).
- Triorchis plantaginea (Raf.) Nieuwl. (1913).